# 我们从未现代过
《我们从未现代过：对称性人类学论集》（法語：Nous n'avons jamais été Modernes: Essai d'anthropologie symétrique）是布鲁诺·拉图尔的一本著作，法文原版于1991年出版。

## 内容
本书是一部“关于科学的人类学”著作，探讨了現代性对自然和社会的二元区分。拉图尔认为，前现代人并不划分二者。当代公众关注的问题，例如全球变暖、艾滋病流行和新兴生物技术，将政治、科学以及大众和专家论述杂合在一起，以至于纯粹的自然/文化二元论已不再可能。这种不一致导致了后现代和反现代运动的兴起。拉图尔通过论证现代主义对自然和文化之间的区分从未存在过，来试图重新连接社会世界和自然世界。换句话说，我们最好将自己视为“非现代人”。他主张，我们必须重构思考方式，构想一个“物的议会”，其中自然现象、社会现象及其相关话语不再被当成专家研究的独立客体，而是人、事物和概念在公众互动中产生和被审视的杂合物。